# 组合化学
组合化学是一种在短时间内，以有限的反应步骤，同步合成大量具有相同结构母核化合物的技术。组合化学兴起于1990年代，是在固相多肽合成技术的基础上发展而成的，在药物先导化合物的发现和优化、免疫学研究、新材料开发等领域有着广泛的应用。在1990年代后期，组合化学曾经风靡一时，甚至有学者认为，有了组合化学方法，人类可以穷尽所有可能的化合物，并从中获得所有能够成为药物的分子，耗时耗力有目标的药物设计方法将成为历史。但是进入2000年后，人们渐渐意识到，依靠组合化学方法也不可能穷尽所有化合物，组合化学方法逐渐与合理药物设计相结合，成为现代药物研究的重要方法之一。

## 发展历史
组合化学是在固相多肽合成技术基础上发展形成的，在短短十数年的历史中，组合化学发生了迅速的发展，逐渐脱离了多肽体系和固相合成技术，发展出了空间定位的组合合成、液相组合合成乃至虚拟组合化学等技术。

### 固相多肽合成技术
固相多肽合成技术是1960年代出现的一种合成技术，这种技术将多肽的合成操作模块化，并且将化学反应从纯液相条件移植到固相体系中。
在固相多肽合成中，具有活化末端的固相树脂球是合成操作的核心，携有保护基团的氨基酸作为反应物与树脂球的活化末端发生反应，随后经过简单的过滤和洗涤操作，将多余的反应物和溶剂去除；之后用化学或者物理手段脱去氨基酸末端保护，将树脂珠与另一种氨基酸试剂进行反应，如此往复，最终用化学手段将合成完成的多肽从树脂上剥落，便可以获得所需序列的多肽。
固相多肽合成技术将传统的化学反应模块化，并简化了分离纯化产物的工作，是多肽合成技术的重大突破，最早提出这一技术的罗伯特·布鲁斯·梅里菲尔德因为这一技术获得1984年的诺贝尔化学奖

### 固相组合合成技术
组合化学的目标是用有限的反应步骤合成极大量的化合物，固相多肽合成技术的模块化操作使得这个目标能够很容易的实现。
1985年，Houghten发明了同时合成多种多肽的方法。他将树脂珠分装在渗透性良好的“茶包”中，同时开启若干个反应容器，每个容器中含有不同的氨基酸试剂，每完成一个氨基酸残基的合成操作后，便会将茶包移动至其他反应容器，反应最终结束后，只需根据茶包移动的记录就能获悉合成的是何种多肽。
1988年，Furka提出了混合裂分法，这种方法将固相多肽合成技术扩展至多肽合成以外的领域，并且通过树脂珠在各反应回合后的混合与裂分，用最少的合成步骤，穷尽所有可能的合成产物。混合裂分法迅速为药物化学家所接受，它的出现标志着组合化学的诞生。
在混合裂分法之后，Geysen又开发了在多孔板上进行的组合合成，这种方法将传统的固相载体由树脂珠改变为位置固定并与96孔板结构互补的树脂柱，进行反应时，在96孔板的不同孔槽中注入不同种类的氨基酸试剂，根据需要合成大量化合物。这种组合合成方法以多孔板的位置编码化合物结构，解决了混合裂分法组合合成表征化合物结构的困难。
在多孔板上进行的组合合成的基础上，Affymax又开发了薄板上的光定向平行合成，这种组合化学方法使用光敏感的保护基团处理薄板和氨基酸试剂，通过光照可以使试剂获得反应活性，利用类似制造超大规模集成电路的光刻蚀技术，分步用激光照射薄板的不同位置，将薄板载体上相应坐标的基团活化进行反应。应用这种方法可以在一块薄板上合成大量化合物，并根据化合物在薄板上的坐标读出化合物的结构。

### 液相组合合成技术
随着组合化学的广泛应用，人们越来越感到固相组合化学方法的种种不足，比如能够应用于固相组合合成的化学反应非常有限，进行固相组合合成的试剂必须经过专门处理，固相组合合成的产物结构难以用传统的核磁共振、质谱、红外光谱等手段表征等。液相组合合成技术就是针对固相组合合成的弱点而产生的组合合成技术。
1994年，Glaxo公司的一组研究人员开发了索引组合化学库技术，这种技术将组合合成从固相转移到了液相，其合成产物是若干组混合物，组合合成的若干种产物会依照其合成过程分布在不同的混合物组中，通过对混合物进行活性测定，便可以获悉活性化合物的结构。

## 重要技术
组合化学是完全不同于传统化学合成的技术，因此组合化学有很多独有的技术。

### 结构表征技术
组合化学以同时合成大量不同的化学结构为特色，因而结构表征对于组合化学来讲尤为重要。常见的结构表征技术有，迭代合成法、空间定位法、编码法、固相波谱解析等
迭代合成法是最原始的组合化学结构表征技术，应用于混合裂分合成。在混合裂分合成完成后，试验者可以根据反应器的编号对应出最后一步反应的结构，则可以确定活性最优的分子的部分结构，在此基础上，重新进行组合合成，可以一步一步追溯出活性最高的分子的组合合成路线，从而获悉整个分子的结构。
空间定位法是应用于固相组合合成的结构表征技术，在多针板上或者活化的薄层载体上，不同的坐标即代表了不同的产物分子结构，根据活性测定的结果，可以直接定位出目标分子的结构。
编码法是对组合合成过程进行编码以记录合成路线的方法，编码的方法有很多，可以利用生化、化学乃至物理的技术进行编码。早期的编码法用多肽作为编码分子，不同的氨基酸对应不同的组合化学构建块，进行组合合成的同时，在同一个树脂珠上还在进行多肽合成，获得活性最高的化合物后，用化学方法将多肽从树脂珠上切割下来，鉴定其序列，则可以获悉目标分子的结构；还有利用色谱技术进行编码的，在进行组合合成的同时，试验者根据编码规则在树脂珠上挂载某些色谱行为稳定的分子，最后以化学手段将这些编码分子切割下来，进行高效液相色谱分析，获得合成路线编码；此外还有射频编码的技术，即在进行组合合成的树脂珠中埋藏存储介质，在反应的同时用射频磁场作用于存储介质，记录反应过程，最后只需要读取存贮介质中的信息便可以了解目标分子的结构。
固相波谱解析是将传统的有机波谱解析技术应用于固相合成载体的技术，早在组合化学发展之前，树脂珠上的红外光谱等技术就已经发展，组合化学的出现则更促进了此类技术的发展，目前，固相的红外光谱、核磁共振、质谱等技术都已经比较成熟，能够对组合合成产物进行相对理想的结构解析。

### 载体材料
组合化学不同于传统的有机合成化学，其大量反应是在固相载体上进行的，因此固相载体材料在组合化学中扮演了非常重要的角色，一个好的固相载体，应该在反应溶剂中稳定，不发生溶解和反应；同时要求载体容易溶胀；另外载体材料的分子结构上应该有一些链接基团，能够挂载反应物。
常见的组合化学载体材料有：交联聚苯乙烯、聚酰氨树脂、可控孔度玻璃、TentaGel树脂、多孔聚乙烯树脂、光活化玻璃、纸等。

### 合成反应
组合化学存在一些特殊要求，由此科学家们也针对组合化学的要求开发出了一些具有特殊性质的化学反应。这些化学反应通常都有如下的特征：反应产率高，副反应少；溶剂体系简单，多为水相或醇相反应；能够跨液相和固相发生反应；能够进行一釜反应，即若干种反应物同时在一个反应器中进行反应，并获得理想的产物。
Ugi反应、Mitsunobu偶联反应、Suzuki反应、环加成反应等都是在组合化学中常见的反应。

## 应用
组合化学技术的特色在于可以用很有限的步骤在短时间内合成大量不同的化合物，这使得组合化学在对分子多样性有较高要求的研究领域获得了非常广泛的应用。其应用主要集中在免疫学研究、新药开发、新材料开发等领域。
免疫学研究是组合化学最初的应用领域。免疫学家为了详细地知悉具有抗原性的多肽结构，常常将一个具有抗原性的蛋白序列中所有可能分割出来的多肽序列分别合成，进行免疫活性测试，组合化学为多肽序列合成提供了极大的便利。
新药研究是组合化学新的和更有前景的应用领域，包括辉瑞、罗氏等在内的大型药物生产企业，从1990年代开始都建立了组合化学研究机构，进行化合物库的制备。
新材料研究也是组合化学应用的领域，但是新材料开发常常需要制备较大量化合物才能测定材料的性能，这一点与组合化学产生了一定的矛盾，局限了组合化学在这一领域的应用。

## 发展方向
组合化学是一个非常活跃的研究领域，新技术和新方法层出不穷。

### 受体垂钓
受体垂钓是在液相组合合成的基础上发展的组合化学新技术。合成产物的分离、活性测定和结构表征一直是困扰液相组合合成技术的一个难题，受体垂钓则巧妙地回避了这一问题，在液相组合合成的反应器中，投入目标受体，一旦在反应器中生成了能够与受体结合的分子，便会与受体结合，反应充分后，只需要取出结合了抑制剂的受体，并对这些抑制剂进行分离和结构表征即可。这种方法将合成、活性测定、分离和结构表征三个步骤巧妙地整合在一起，解决了困扰液相组合合成的难题。但是受体垂钓技术还面临很多难题，由于受体多为蛋白，对反应条件要求苛刻，因而绝大多数反应不能应用这种技术。

### 虚拟组合化学
虚拟组合化学是组合化学技术与计算机辅助药物设计方法相结合的产物，这种方法将构建组合化学库的工作从实验室移植到计算机上完成，通过计算机的模拟，在短时间内迅速建立拥有成千上万个化合物的虚拟库，并通过一些算法表征分子结构并优化化合物库，尽可能合理地减少库中化合物的数量，之后再有针对性地合成优化后的化合物库。由于优化了化合物库，虚拟组合化学方法极大的削减了传统组合化学的研究成本。随着计算化学的发展，虚拟组合化学还在不断改进，并与其他计算机辅助药物设计方法结合，成为新药开发中非常重要和有效的方法。